# Грейги

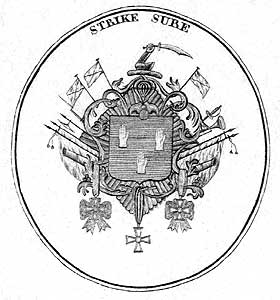
Экслибрис баронета Алексея Самуиловича Грейга

Грейг Гриогар (англ. Greig) — русский дворянский род, шотландского происхождения.
Род внесён во II часть родословной книги С.-Петербургской губернии.

## Происхождение и история рода
Происходит от шотландского клана Мак-Грегор, где предки его в XIII веке владели поместьями. После поражения при Каллодене члены рода под страхом смерти поменяли фамилии, в том числе на Greig (произносится Грег).
Самуил Карлович Грейг принят в русскую службу флота капитана 1-го ранга (июнь 1764) и является родоначальником дворянского рода Грейг в Российской империи. Трое из четверых его сыновей остались в подданстве Великобритании, а Алексей Самуилович перешёл на русскую службу.

## Описание герба
В лазоревом щите три золотых правых ладони вертикально (две вверху, одна внизу).
Над щитом дворянский коронованный шлем. Нашлемник — рука в латах держащая серебряный с золотой рукояткой изогнутый меч. Намёт лазоревый с золотом. Девиз «STRIKE SURE» золотыми буквами на червлёной ленте.

## Известные представители
- Грейг, Самуил Карлович (1736—1788) — русский адмирал, участник Чесменского сражения, впоследствии командующий Балтийским флотом.
  - Грейг, Самуил Самуилович (ок.1778—1807) — Георгиевский кавалер; капитан-лейтенант; № 1538; 26 ноября 1803.
  - Грейг, Алексей Самуилович (1775—1845) — сын Самуила Карловича, русский адмирал, в 1816—1833 г.г. — главный командир Черноморского флота и портов, Николаевский и Севастопольский военный губернатор.
    - Грейг, Самуил Алексеевич (1827—1887) — сын Алексея Самуиловича, генерал по Адмиралтейству, генерал-адъютант, министр финансов Российской империи.